# Henry Deane
Henry Deane (* 1440; † 15. Februar 1503 in Lambeth Palace) war ein englischer römisch-katholischer Bischof und bekleidete als solcher von 1501 bis zu seinem Tod das Amt des Erzbischofs von Canterbury.
Am 13. April 1494 wurde er von Heinrich VII. als Bischof von Bangor eingesetzt. Am 13. September 1494, noch vor seiner Bischofsweihe, wurde er Lordkanzler von Irland. 1495 trat er von dem Amt des Lordkanzlers zurück. Im Juli 1495 wurde Deane von Papst Alexander VI. rückwirkend als Bischof von Bangor bestätigt.
Als der Bischof von Salisbury John Blythe im August 1499 starb, wurde Deane am 7. Dezember von Heinrich VII. zum neuen Bischof ernannt. Dies wurde im Januar 1500 durch den Papst bestätigt.
Nach dem Tod von John Morton, dem Erzbischof von Canterbury,  wurde Deane am 13. Oktober 1500 dessen Nachfolger als Lord Keeper of the Great Seal und blieb dies bis zum 27. Juli 1502. Am 26. April 1501 wurde er zum Erzbischof von Canterbury gewählt. Thomas Langton, der Bischof von Winchester, der ursprünglich zum Nachfolger von John Morton gewählt worden war, war am 27. Januar 1501 verstorben. Deane erhielt seine päpstliche Bestätigung am 22. Mai desselben Jahres.